# Franz Dominik von Weber
Franz Dominik von Weber (auch Dominikus von Weber; * 25. Oktober 1717 in Arth; † 7. Januar 1793 in Capodimonte) war ein Schweizer Offizier und Militärunternehmer.

## Leben
Weber war Sohn des Schwyzer Ratsherren Beat Jakob von Weber und stammte aus der alten Schwyzer Landleutefamilie Weber. Er erhielt 1734 das Offizierspatent als Oberleutnant, besuchte anschliessend von 1734 bis 1737 das Obergymnasium des Jesuitenkollegs in Luzern. Vom Gymnasium kehrte er zurück in den Militärdienst. Ab 1737 war er in Diensten des Régiment de Tschudy (51e régiment d’infanterie etrangère) und stieg 1787 bis zum Brigadier auf. Als Teil dieses Regiments kämpfte er im Österreichischen Erbfolgekrieg in Italien. 1740 wurde er zum Hauptmann befördert. 1751 kaufte er von seinem Verwandten Alois Werner von Weber, der sich vom Militärdienst wieder in die Schweiz zurückzog, eine Halbkompanie ab und wurde entsprechend Militärunternehmer.
Weber stieg 1756 zum Major, 1766 zum Oberstleutnant und 1773 wirklichen Oberstleutnant auf. 1776 erfolgte die Beförderung zum Oberst, bevor er 1784 oder 1787 zum Brigadier befördert wurde. 1780 hatte er zusätzlich noch die Gardekompanie Reding im Régiment de Tschudy übernommen.
Der Politiker Franz Xaver von Weber war sein Sohn, der Archäologe und Militär Karl Jakob von Weber sein Bruder sowie Politiker, Arzt und Chronist des Goldauer Bergsturzes Karl Zay sein Schwiegersohn. Der Politiker Karl von Zay war sein Enkel.